# Les Eplatures
Les Eplatures (o Les Éplatures, toponimo francese) è una frazione del comune svizzero di La Chaux-de-Fonds (Canton Neuchâtel).

## Geografia fisica
Les Eplatures si trova nella valle che si estende fra La Chaux-de-Fonds e Le Locle.

## Storia
Fino al 1848 Les Eplatures fu frazione di Le Locle; nel 1850 contava 1 320 abitanti. Divenne comune autonomo tra il 1851 e il 1888; si estendeva per 13,67 km² e faceva parte del distretto di La Chaux-de-Fonds. Nel 1900 è stato accorpato al comune di La Chaux-de-Fonds, nel quale costituisce un quartiere assieme a Le Crêt-du-Locle.

## Monumenti e luoghi d'interesse

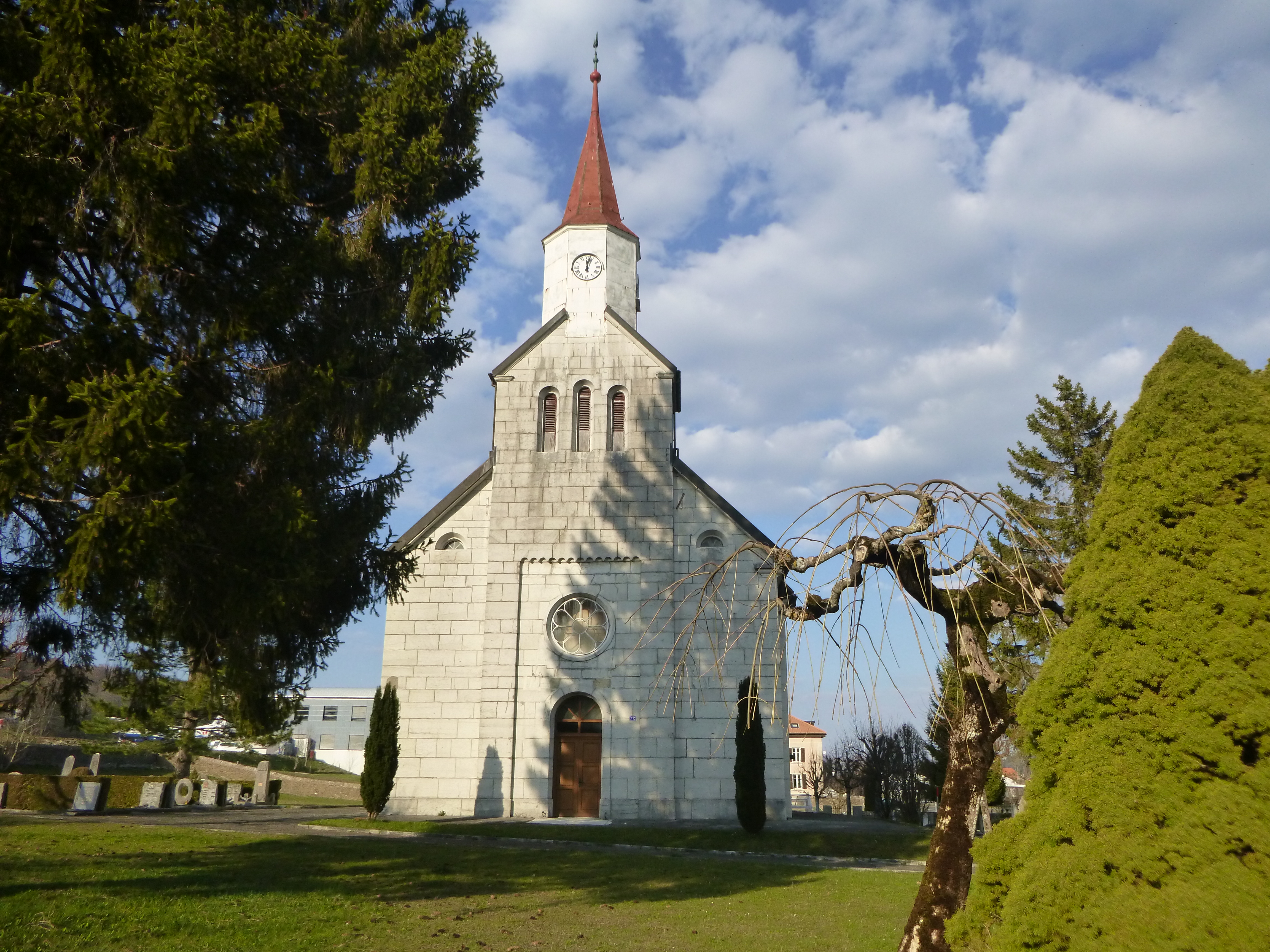
La chiesa riformata

- Chiesa riformata, eretta nel 1853[1].

## Infrastrutture e trasporti

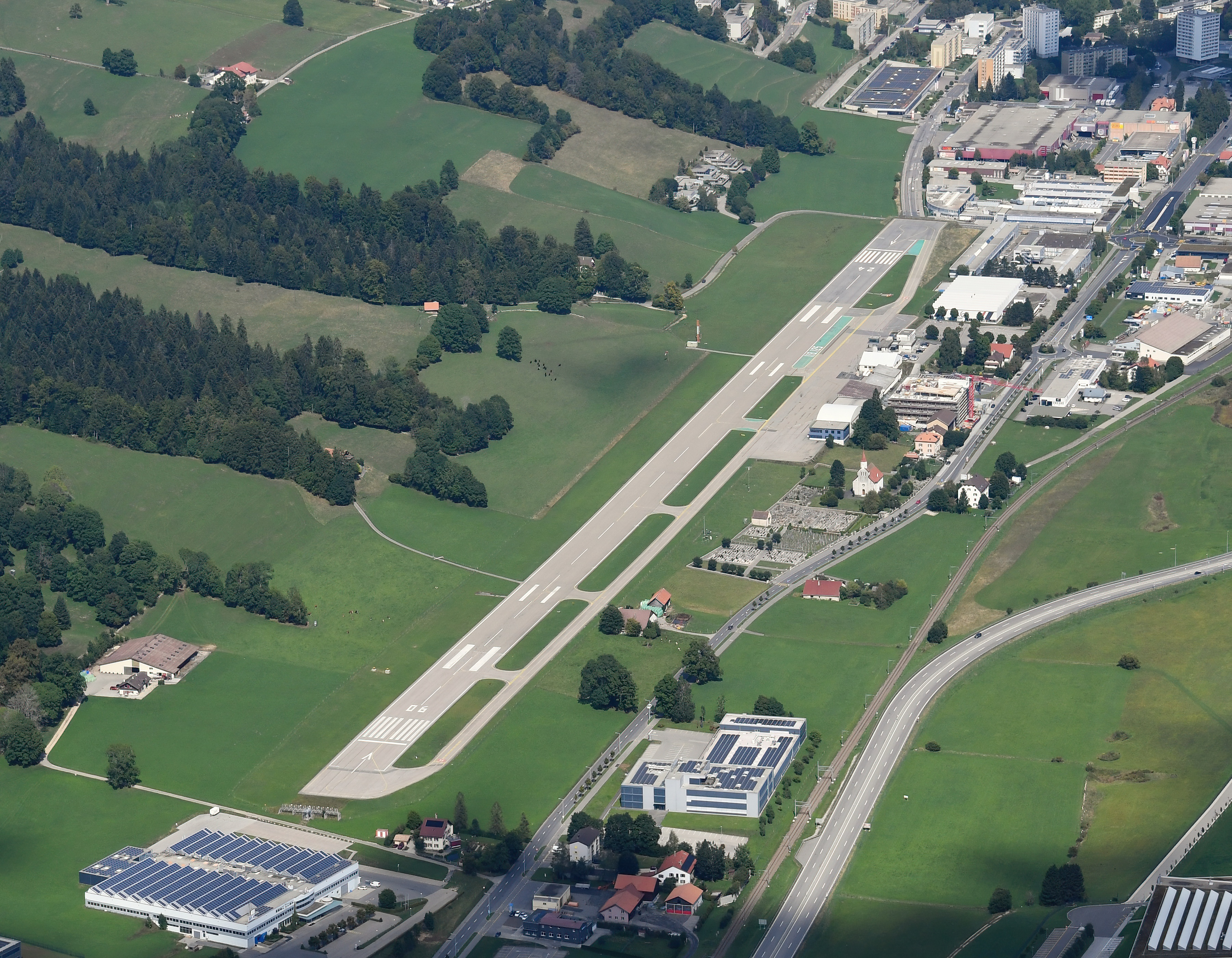
L'aeroporto di La Chaux-de-Fonds-Les Eplatures

Les Eplatures è servito dalla strada principale 20 e dall'omonima stazione sulla ferrovia Neuchâtel-Le Locle; presso il paese sorge l'aeroporto di La Chaux-de-Fonds-Les Eplatures.